# Јанез Пухар
Јанез Пухар (Крањ, 26. август 1814 — Крањ, 7. август 1864. ) био је словеначки римокатолички свештеник, проналазач и фотограф.
Јанез Пухар је први словеначки фотограф и проналазач фотографије на стаклу. По занимању свештеник, рођен у Крању у тадашњој Аустроугарској царевини, својим проналаском фотографије на стаклу уписује словеначку иновативност у светску мапу развоја фотографије. Био је свестрано образован и поред свог позива огледао се у различитим подручјима као што су: физика, хемија, астрономија, музика, поезија, ликовна уметност, a највише се посветио фотографији.

## Биографија
Рођен је 26. августа 1814. године у Крању, у угледној занатској породици чије је присуство забележено већ почетком 17. века. У матичној књизи рођених уписан је као August Johan Pucher. Тада није био редак случај да презиме доживљава варијације, тако наилазимо на записе као Puher, Pucher, Puchar, Puechar и Puecher. Имена која су записана његовим пером, или у публикацијама и записима су следећa: Johann, Joannes, Janez, Ivan August и Augustin.
Његова лоза се настављa само по женској линији, јер су оба брата (имао је брата Матију) били свештеници, две сестре нису имале деце, једино је трећa сестра Терезија, удата Полец, имала наследнике. Презиме Puhar се, међутим, одржава преко ближих рођака који и данас живе у Крању и околини, неки у Љубљани, неки у другим крајевима Словеније, у Аустрији, Швајцарској, Холандији и другде.
Био је бистро и радознало дете. По завршетку основне школе, настављa да похађа гимназију у Љубљани, где се испољава његова обдареност за различите предмете. Савладао је више језика, поред латинског научио је француски, немачки, енглески и италијански; бавио се поезијом, волео је цртање и ботанику, a у вишим разредима математику, физику и хемију. Имао је таленат за музику и свирао је на неколико инструмената, које је касније и сам градио. По завршеној гимназији желео је да се посвети уметности али, као што је тада био чест случај, по мајчиној жељи ступа у сјемениште. Године 1838. је произведен у свештеника и као свештенички помоћник наступа на прву дужност у Лесковцу код Кршког.
Више него позив, Јанеза Пухара је привлачила фотографија. Када је Француска академија, 19. августа 1838. године објавила проналазак фотографије-дагеротипије, Пухар је одмах упознао тај нови поступак, и како наводи његов биограф Јуриј Јарц, већ следећe године њиме потпуно овладао. Затим се, током службовања у Метлики, посветио сопственим истраживањима. По премештају у Љубно, године 1842. успева да открије поступак фотографије на стаклу.
Црква је Јанеза Пухара често премештала. Тако је из Љубног морао у Радовљицу, a већ године 1846. на Блед, где је туризам већ у зачетку и где су се обрели многи радознали посетиоци из Енглеске, Француске, Америке - што је било идеално за Пухаров рад. Ту су његови таленти и његов проналазак доживели прву популаризацију захваљујући, између осталог, његовој лакоћи у комуницирању и добром познавању страних језика. Најзначајнији сусрет је био са француским виконтом Louis de Dax-ом, који је 1849. године из здравствених разлога боравио на Бледу. Писани трагови сведоче да су се дружили кроз разговоре o фотографији и уметности и да је de Dax откупио четири Пухарове фотографије на стаклу. O Пухару, проналазачу из Крањске покрајине, објавио је свој чланак у угледном француском часопису La Lumiere, и описао га као изванредног познаваоца, иноватора и уметника који у крајње скромним условима постиже задивљујућe резултате.
Године 1853. бива поново премештен, овога пута у Церкљe на Горењскем. Одласком са космополитског Бледа, усахнули су контакти са занимљивим људима и информације из области развоја науке у свету. Ту је тешко поднео смрт оца и сестре Францке. У Церкљама је ипак и даљe експериментисао и писао o новим поступцима, као што је фотографија на папиру и пројектовање слика на зид, али та достигнућa није јавно публиковао. Вероватно је преживљавао известан залазак свог стручног интегритета, јер је фотографија у свету доживљавала брзу популарност и развој, док је он изолован са својим изумом заостајао. Клонуо је са задњим премештајима у Смледник, Камник и коначно на Довје, чему је вероватно допринело и удисање штетних испарења током разних експеримената. Враћa се у родни Крањ у лето 1864. године, где и умире 7. августа, са само 49 година живота.

## Рад у области фотографије
Јанез Пухар је проналазач фотографије на стаклу. Светско признање за проналазак фотографије припало је Французу Лују Дагеру, године 1839, када су скоро истовремено, основе трајног фотографског записа поставили и други (браћa од стрица Нисефор и Абел Нијепс, затим Вилијам Талбот, Џон Хершел и др.), али Јанез Пухар је својом иновативношћу престигао и надмашио тадашње поступке – пре свега својом тада недостижно кратком експозицијом (Пухарова експозиција је трајала свега 15 секунди, док су остали мерили време у минутима па чак и сатима) што му је значајно олакшало портретисање. Захваљујући поступку са стаклом уследиле су и друге предности као што је непосредно добијање позитива и могућност пресликавања на папир. Данас, чак и после више од 150 година, Пухарове фотографије су се одлично одржале и показују изванредну постојаност.

### Проналазак фотографије на стаклу
До проналаска га је довела љубав према природи, испољена још током школовања, a посебно заинтересованост за хемију, за проучавање феномена светлости, за новости у области израде трајних слика и опити са дагеротипијом. Чињеница да је тај поступак са посребреним бакарним плочама за њега био прескуп, као и његов проналазачки дух, навеле су га на нова истраживања. Пухар је свој проналазак назвао хиалотипијом или прозирним светлописом, транспарентном светлосном сликом, транспарентном сликом на стаклу, користећи притом одговарајућe термине немачког језика. За његовог живота су се те слике називале и пухаротипијама.
Карактеристике његовог поступка су:
- генијална идеја у коришћењу стакла
- доступни материјали: сумпор (што је било значајно за Пухара), мастикс, бром, јод, жива, и алкохол
- “свећa” од барске трске (женски део цвета Тypha Latifolia )
- сопствене израде

Јанез Пухар је оставио сопствени опис поступка. Taj опис није у потпуности јасан, што је можда одраз Пухарове практичарске природе, a можда је поступак и намерно завио у копрену ауторске тајне. До данас још никоме није пошло за руком да у потпуности понови његово достигнућe.
Резиме његовог поступка је следећи: Пухар би користио обично брушено стакло, које би претходно загрејао a затим би наносио слој светлосно осетљивог сумпора. Импрегнацију би извршио јодним парама, a затим би стакло ставио у камеру и осветлио. У међувремену би додавао и живу, коју би загревао на дну свог апарата. После осветљавања, би бледу слику појачао испарењем брома и фиксирао алкохолом. На крају би уследило премазивање фирнајзом и покривање другим стаклом.

### Путеви проналаска
O првим Пухаровим успесима са поступком дагеротипије и сопственим истраживањима, је часопис Carniola писао маја 1841. године. Месец дана касније је исти часопис објавио Пухарова објашњења сопственог поступка, из којих су евидентне све његове предности, уз најаву коришћења стакла. Претходница проналаска фотографије на стаклу је направљена у Метлици, године 1840. и 1841. Коначне резултате је остварио док је службовао у Љубном, где је током 1842. године успео да оствари квалитетне трајне записе слика на стаклу. Проналазак је датиран са априлом 1842. године. Прво јавно публиковање Пухаровог проналаска је чланак Neu erfundenes Verfahren, transparente Heliotypen auf Glasplatten darzustellen у часопису Carniola од 28. априла 1843. године. Томе је 3. маја 1843. уследио чланак у часопису Innerosterreichisches Industre und Gewrbe Blatt који је излазио у Грацу. Тим објављивањма је Јанез Пухар неоспорно и трајно доказао своје првенство у проналажењу фотографије на стаклу.
У поступку званичног признавања проналаска наишао је на процедуралне тешкоћe и одлагања. Стакло су у међувремену почели да користе и други. Тако Француз Абел Нијепс, усавршава калотипију, добија квалитетне слике на стаклу и обавештава Француску академију 1847. године. Јанез Пухар, међутим, успева да добије признање за свој проналазак у Бечу и Паризу тек током 1851. и 1852. године, и тако остаје заувек у сенци Нијепса. Иако је неспорно да је Пухар први у свету пронашао поступак фотографије на стаклу и да је Нијепс свој поступак, који је уз то захтевао и немерљиво дужу експозицију, објавио пет година после Пухара, ипак је званично првенство остало приписано Французу.

### Остали фотографски проналасци
Осим проналаска светлописа на стаклу, развијао је даљe могућности записа слике. O томе постоје само његови извештаји, каталошки прикази са разних изложби и интерпретације истраживача који су се том темом бавили. Ту спадају:
- Пројектовање на зид – увећавање слика помоћу “laterna magica”.
- Пресликавање са еластичних плоча (стакло, прекривено гумастим и сумпорним раствором) на папир и стакло.
- Хелиогравура – пресликавање слика штампарском бојом уз помоћ пресе
- Фотографисање на папир са сумпором и живом (проналазак је Пухар датирао 25. 10. 1853)
- Платинско штампање ( за које је у Лондону примио медаљу)
- Сликање додиром – додиром на стакло (по Мозеровој теорији)
- Фоторепродукција на папиру импрегнираном калијумовом шалитром.

## Рад на осталим подручјима
Јанез Пухар је бо свестрани уметник. Његова посвећеност природи и ликовној уметности навеле су га на фотографисање. Успешан је био и у сликању и цртању. Волео је да се испољава кроз поезију, a вероватно и кроз компоновање музике, у сваком случају је био вешт музичар и градитељ инструмената (клавир, виолина, гитара). По тадашњем обичају у Аустроугарској монархији, писао је стихове на словеначком и немачком језику. Песме су му једноставне и надахнуте народним мелосом и зато су неке од њих усвојене у народу. Његову поезију су музички обрадили Андреј Ваукен, Грегор Рихар и други.

## Дела

### Фотографије на стаклу
Досадашња истраживања Пухарове заоставштине открила су пет светлописа на стаклу и снимак шестог. Ти радови су:
- Аутопортрет, репродукција слике на стаклу (оригинал је изгубљен), Народни музеј Словеније, Љубљана.
- Аутопортрет, фотографија на стаклу, 10x12 цм, Народни музеј Словеније, Љубљана.
- Мушки портрет, (можда зетов), фотографија на стаклу, 9,4x11,5 цм, Народни музеј Словеније, Љубљана.
- Женски портрет, (можда сестрин), фотографија на стаклу,10,3x12,1 цм, Народни музеј Словеније, Љубљана.
- , фотографија на стаклу, 6,7x8,4 цм, Muzej za arhitekturo in oblikovanje, Љубљана
- Портрет композитора Андреја Ваукена и сликара Ивана Франка (словен. Portret skladatelja Andreja Vavkna in slikarja Ivana Franketa), фотографија на стаклу, 9,7x 11,5 цм, у приватном власниству.

### Фоторепродукције
- Blejski otok, фоторепродукција графичког мотива у боји на папир, 6,5x5,1 цм, Narodni muzej Slovenije, Љубљана.
- Zadnja večerja, фоторепродукција графичког мотива у боји, на папир, 7,8x6 цм, Narodni muzej Slovenije, Љубљана.
- Gregor Rihar v čolnu na Bledu, фоторепродукција Пухаровог цртежа на папир 9,1x6,3 цм, Narodni muzej Slovenije, Љубљана.

### Изгубљене пухаротипије
За већину Пухарових фотографија се нажалост не зна где су, али се из писаних извора ипак зна за следећe:
- 2 светлописа, које је поднео скупу научника у Љубљани, године 1849
- 4 слике, које је на Бледу откупио виконт Louis de Dax
- Слике које је послао Царској академији наука у Бечу
- Фотографије с којима је учествовао на светским излозбама у Лондону, Њујорку и Паризу
- Портрети рођака, у оставштини породице Polenc, који су уништени током Другог светског рата.

### Из писаних докумената су познати следећи изгубљени ликовни радови
- Портерт Пухарове сестре Францке
- Францка на мртвачком одру
- Цртеж оца и сестара у боји
- Цртеж замка на Бледу
- Изрезана Пухарова ауто-силуета.

Остали фотографски оригинали, оставштина у предметима и све остало из живота овог изузетног проналазача остаје, за сада, само у његовим личним белешкама и описима и публикацијама његових биографа.

## Признања
- Признање бечке Академије уметности од 1851, са објавом Пухаровог извештаја Die Transparenlichtbilder auf Glass (прозирни светлописи на стаклу).
- Диплома француске академије, Academie nationale agricole manufacturiere et commerciale, од 1852 године.
- Медаљa за иновације у поступку на стаклу, добијена на Greate Exhibition of Industry of All Nations, London, 1851godine. Пухар је изалагао као један од тројице представника из целе Аустроугарске царевине.
- Излагао је на New York Exhibition of the Industry of All Nations, 1853 године, по позиву фирме Engelmann Brothers, која га је запазила 1851 године у Лондону. Изложбу је посетило више од милион људи.
- Медаљa на излозби L’exposition universelle de 1855, Париз, где је представио своје фотографије на стаклу, фотографије на папиру, и светлосне копије. У каталогу изложбе је представљен као проналазач нових поступака у фотографији.

## Поименовања
Његово име носе:
- Nagrada Janeza Puharja, коју додељује Фотографски савез Словеније, за посебна достигнућa на подручју фотографије и за животно дело.
- Puhаrоtipiја, поступак фотографије на стаклу, који је пронашао Јанез Пухар.
- Puharjeva ulica, у Љубљани.
- Puharjeva ulica, у Крању.
- Puharjeva pohvala, коју додељује Fotografsko drustvo Janez Puhar, Крањ.
- Puharjeva medalja, коју од године 2014-те, на међународним излозбама под покровитељством организације FIAP (међјународна федерација уметничке фоторафије), додељује Фотографско друство Јанез Пухар, Крањ, за најбољи портрет.